# Marta Orłowska
Marta Jakóbczyk (Orłowska) (ur. 3 kwietnia 1993 w Ustrzykach Dolnych) – polska skeletonistka. Trzykrotna uczestniczka mistrzostw świata seniorów (2015 – 28. miejsce, 2016 – 26. i 2017 - 29. pozycja) oraz mistrzostw świata juniorów (2015 i 2016 – dwukrotnie 12. miejsce). 9. zawodniczka klasyfikacji generalnej Pucharu Europy w sezonie 2015/2016.

## Życiorys

### Początki kariery (do 2014)
Początkowo Orłowska uprawiała lekkoatletykę, specjalizując się w biegach średniodystansowych. W dyscyplinie tej w latach 2009–2011 startowała między innymi w halowych mistrzostwach Polski juniorów młodszych, mistrzostwach Polski juniorów, a także w Ogólnopolskiej Olimpiadzie Młodzieży.

### Sezon 2014/2015
Przed sezonem 2014/2015, jako jedyna kobieta, Orłowska została włączona do składu reprezentacji Polski w skeletonie. 21 listopada 2014 w Lillehammer zadebiutowała w zawodach cyklu Pucharu Europy, zajmując 17. pozycję. Dzień później na tym samym obiekcie uplasowała się na 16. miejscu. W sezonie 2014/2015 wystartowała jeszcze w 4 zawodach Pucharu Europy – w grudniu 2014 w Winterbergu zajęła 16. miejsce, a w styczniu 2015 w Sankt Moritz była 20., a w Igls zajęła 25. i 19. pozycję. W sumie w 6 startach zdobyła 90 punktów, kończąc sezon Pucharu Europy na 25. miejscu.
Na koniec sezonu 2014/2015 Orłowska wystąpiła w dwóch imprezach rangi mistrzowskiej – 14 lutego 2015 w Altenbergu zajęła 12. pozycję w Mistrzostwach Świata Juniorów w Skeletonie 2015, a 6 marca 2015 w Winterbergu w rywalizacji skeletonistek w ramach Mistrzostw Świata FIBT 2015 uplasowała się na 28. miejscu.

### Sezon 2015/2016
W sezonie 2015/2016 Orłowska wystąpiła we wszystkich rozegranych zawodach Pucharu Europy – w grudniu 2015 w Altenbergu plasowała się na 11. i 14. pozycji, a w Siguldzie dwukrotnie zajęła 14. miejsce, z kolei w styczniu 2016 w Königssee plasowała się na 16. i 13. pozycji, a w Sankt Moritz była 6. i 18. Miejsce osiągnięte podczas pierwszego startu w Sankt Moritz jest jednocześnie najlepszym w historii startów polskich skeletonistów w Pucharze Europy. W sumie w 8 startach zdobyła 204 punkty, kończąc sezon Pucharu Europy na 25. miejscu.
23 stycznia 2016 Orłowska ponownie wzięła udział w mistrzostwach świata juniorów, które odbyły się w Winterbergu, podobnie jak rok wcześniej zajmując 12. pozycję. W lutym tego samego roku wystartowała w mistrzostwach świata seniorów w Igls, które ukończyła na 26. miejscu.